# George Ferris

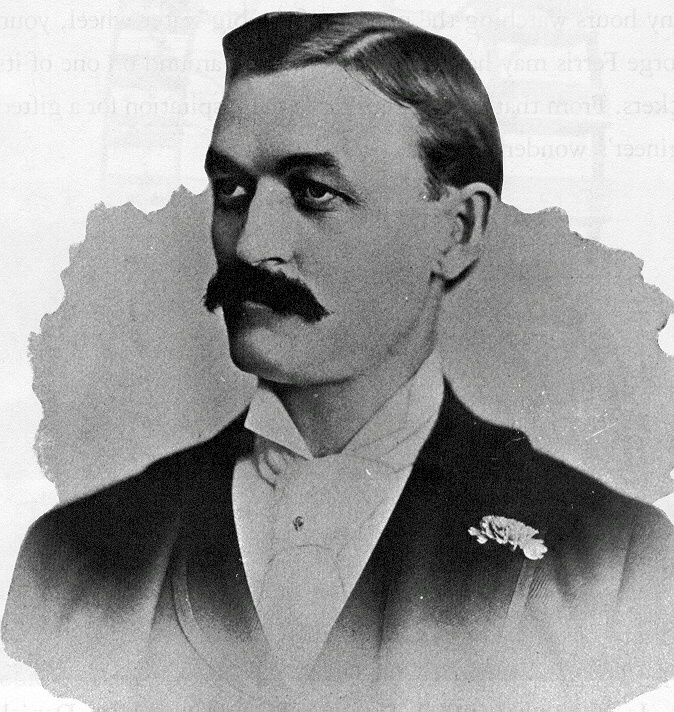
George Washington Gale Ferris

George Washington Gale Ferris, Jr. (Galesburg (Illinois), 14 februari 1859 – Pittsburgh (Pennsylvania), 22 november 1896) was een Amerikaans ingenieur. Hij studeerde in 1881 aan de Rensselaer Polytechnische Universiteit af in de bouwkunde. Daarna begon hij een carrière in de spoorwegindustrie. Ferris was geïnteresseerd in bruggenbouw en begon het bedrijf G.W.G. Ferris & Co. in Pittsburgh om metalen voor spoorwegen en bruggen te testen en te inspecteren.
Hij is het meest bekend geworden door de uitvinding van het Ferris Wheel, een reuzenrad dat voor de World's Columbian Exposition (1893) werd gebouwd in een poging iets te maken dat even indrukwekkend was als de Eiffeltoren in Parijs.